# Yann Huguet
Yann Huguet (L'Esparra de Medoc, 2 de maig de 1984) és un ciclista francès, que fou professional des del 2007 fins al 2013. Del seu palmarès destaquen el Tour del Doubs i el Roine-Alps Isera Tour que va aconseguir el 2009.

## Palmarès
- 2005
  - Vencedor d'una etapa al Giro de la Vall d'Aosta
- 2006
  - Vencedor d'una etapa al Giro de les Regions
  - Vencedor d'una etapa a la Volta a Navarra
- 2009
  - 1r al Tour del Doubs
  - 1r al Roine-Alps Isera Tour i vencedor d'una etapa
- 2010
  - 1r a la Hel van het Mergelland

### Resultats al Tour de França
- 2012. 138è de la classificació general

### Resultats al Giro d'Itàlia
- 2008. 135è de la classificació general